# Biluvala, Kadur
Biluvala là một làng thuộc tehsil Kadur, huyện Chikmagalur, bang Karnataka, Ấn Độ.